# Élections législatives de 2012 dans la Marne
Les élections législatives françaises de 2012 se déroulent les 10 et 17 juin 2012. Dans le département de la Marne, cinq députés sont à élire dans le cadre de cinq circonscriptions, soit une de moins que lors des législatures précédentes, en raison du redécoupage électoral.

## Contexte
Lors des élections législatives de 2007, la majorité de droite avait emporté les six sièges en jeu dans le département de la Marne (5 UMP, 1 Majorité présidentielle). Dans la cinquième et la sixième circonscriptions, Charles de Courson (PSLE) et Philippe Martin avaient été réélus dès le premier tour avec respectivement 61,2 % et 51,7 % des voix,. Catherine Vautrin fut largement réélue dans la deuxième circonscription avec 56,9 %, tout comme Benoist Apparu, qui fit son entrée à l'Assemblée nationale avec 58,9 % des suffrages dans la quatrième. Dans le bassin de Reims, les première et la troisième circonscriptions élurent Renaud Dutreil et Jean-Claude Thomas avec 53,7 % des bulletins exprimés,. En septembre 2008, quelques mois après sa défaite aux municipales à Reims, Renaud Dutreil démissionne de son poste de député pour des raisons professionnelles puisqu'il vit désormais à New York. Arnaud Robinet (UMP) lui succède à la suite d'une élection partielle où il obtient 52,5 % des voix.
En raison du redécoupage de 2010, la Marne perd un siège de député et voit ses circonscriptions redessinées (voir découpage de 2010 dans la Marne).
Les élections législatives ont lieu environ un mois après l'élection présidentielle. Nicolas Sarkozy, battu au niveau national, remporta toutes les circonscriptions marnaises : 51,9 % dans la 1re, 53,6 % dans la 2e, 55,3 % dans la 3e, 54,4 % dans la 4e et 60,7 % dans la 5e. Cependant, Marine Le Pen (FN) a obtenu plus de 12,5 % des électeurs inscrits dans chaque circonscription, ce qui pourrait provoquer des triangulaires.

## Élus
|   | Circonscription | Député sortant     |  | Parti | Député élu ou réélu |                | Parti          |
| - | --------------- | ------------------ |  | ----- | ------------------- | -------------- | -------------- |
| ≠ | 1re             | Arnaud Robinet     |  | UMP   | Arnaud Robinet      |                | UMP            |
| ≠ | 2e              | Catherine Vautrin  |  | UMP   | Catherine Vautrin   |                | UMP            |
| ≠ | 3e              | Jean-Claude Thomas |  | UMP   | Philippe Martin     |                | UMP            |
| ≠ | 4e              | Bruno Bourg-Broc   |  | UMP   | Benoît Apparu       |                | UMP            |
| ≠ | 5e              | Charles de Courson |  | NC    | Charles de Courson  |                | NC             |
| – | 6e              | Philippe Martin    |  | UMP   | Siège supprimé      | Siège supprimé | Siège supprimé |

## Résultats

### Résultats à l'échelle du département
| Parti          | Parti                                            | Premier tour | Premier tour | Second tour | Second tour | Sièges |  |
| Parti          | Parti                                            | Voix         | %            | Voix        | %           | Sièges |  |
| -------------- | ------------------------------------------------ | ------------ | ------------ | ----------- | ----------- | ------ |  |
|                | Union pour un mouvement populaire                | 61 750       | 29,24        | 84 672      | 42,12       | 4      |  |
|                | Nouveau centre                                   | 22 051       | 10,44        | 28 219      | 14,04       | 1      |  |
|                | Divers droite dont DLR, PCD                      | 8 919        | 4,22         |             |             | 0      |  |
|                | Droite parlementaire                             | 92 720       | 43,91        | 112 891     | 56,16       | 5      |  |
|                |                                                  |              |              |             |             |        |  |
|                | Parti socialiste                                 | 53 155       | 25,17        | 69 777      | 34,71       | 0      |  |
|                | Europe Écologie Les Verts                        | 14 523       | 6,88         | 18 342      | 9,12        | 0      |  |
|                | Divers gauche dont MRC                           | 2 362        | 1,12         |             |             | 0      |  |
|                | Majorité présidentielle                          | 70 040       | 33,17        | 88 119      | 43,84       | 0      |  |
|                |                                                  |              |              |             |             |        |  |
|                | Front national                                   | 32 634       | 15,45        |             |             | 0      |  |
|                | Front de gauche                                  | 8 782        | 4,16         | 0           |             |        |  |
|                | Divers écologiste dont LT-LNÉ, MÉI, AÉI et Cap21 | 3 625        | 1,72         | 0           |             |        |  |
|                | Extrême gauche dont LO, NPA et POI               | 2 998        | 1,42         | 0           |             |        |  |
|                | Divers                                           | 358          | 0,17         | 0           |             |        |  |
|                |                                                  |              |              |             |             |        |  |
| Inscrits       | Inscrits                                         | 382 356      | 100,00       | 382 320     | 100,00      | 5      |  |
| Abstentions    | Abstentions                                      | 168 437      | 44,05        | 175 328     | 45,86       |        |  |
| Votants        | Votants                                          | 213 919      | 55,95        | 206 992     | 54,14       |        |  |
| Blancs et nuls | Blancs et nuls                                   | 2 762        | 1,29         | 5 982       | 2,89        |        |  |
| Exprimés       | Exprimés                                         | 211 157      | 98,71        | 201 010     | 97,11       |        |  |

### Résultats par circonscription

#### Première circonscription (Reims - Bourgogne)
| Candidat       | Candidat                     | Parti          | Premier tour | Premier tour | Second tour | Second tour |  |
| Candidat       | Candidat                     | Parti          | Voix         | %            | Voix        | %           |  |
| -------------- | ---------------------------- | -------------- | ------------ | ------------ | ----------- | ----------- |  |
|                | Arnaud Robinet sortant réélu | UMP            | 13 941       | 38,54        | 18 515      | 52,77       |  |
|                | Sabrina Ghallal              | PS             | 12 522       | 34,62        | 16 570      | 47,23       |  |
|                | Thierry Besson               | RBM (FN)       | 5 361        | 14,82        |             |             |  |
|                | Cédric Lattuada              | FG (PCF)       | 1 648        | 4,56         |             |             |  |
|                | Stéphane Joly                | EÉLV           | 1 201        | 3,32         |             |             |  |
|                | Nadine Paruit                | LT-LNÉ         | 475          | 1,31         |             |             |  |
|                | Patrick Bourson              | RFL            | 344          | 0,95         |             |             |  |
|                | Vincent Varlet               | LO             | 311          | 0,86         |             |             |  |
|                | Clément Petit                | PFE (AÉI)      | 216          | 0,60         |             |             |  |
|                | Tess Burdo                   | NPA            | 155          | 0,43         |             |             |  |
|                |                              |                |              |              |             |             |  |
| Inscrits       | Inscrits                     | Inscrits       | 69 252       | 100,00       | 69 250      | 100,00      |  |
| Abstentions    | Abstentions                  | Abstentions    | 32 581       | 47,05        | 33 184      | 47,92       |  |
| Votants        | Votants                      | Votants        | 36 671       | 52,95        | 36 066      | 52,08       |  |
| Blancs et nuls | Blancs et nuls               | Blancs et nuls | 497          | 1,36         | 981         | 2,72        |  |
| Exprimés       | Exprimés                     | Exprimés       | 36 174       | 98,64        | 35 085      | 97,28       |  |

#### Deuxième circonscription (Reims - Fismes)
| Candidat       | Candidat                          | Parti          | Premier tour | Premier tour | Second tour | Second tour |  |
| Candidat       | Candidat                          | Parti          | Voix         | %            | Voix        | %           |  |
| -------------- | --------------------------------- | -------------- | ------------ | ------------ | ----------- | ----------- |  |
|                | Catherine Vautrin sortante réélue | UMP            | 16 703       | 41,81        | 20 640      | 53,04       |  |
|                | Éric Quénard                      | PS             | 14 427       | 36,11        | 18 274      | 46,96       |  |
|                | Pascale Evanno                    | RBM (FN)       | 5 080        | 12,72        |             |             |  |
|                | Françoise Georges                 | FG (PG) (C&A)  | 1 454        | 3,64         |             |             |  |
|                | Nadine Cortial                    | EÉLV           | 1 037        | 2,60         |             |             |  |
|                | Florence Gaucher                  | LT-LNÉ         | 382          | 0,96         |             |             |  |
|                | Jeannine Mazzoleni-Moyse          | DLR            | 258          | 0,65         |             |             |  |
|                | Thomas Rose                       | LO             | 216          | 0,54         |             |             |  |
|                | Catherine Huat                    | AÉI            | 192          | 0,48         |             |             |  |
|                | Élodie Julhes                     | NPA            | 186          | 0,47         |             |             |  |
|                | Patrick Weber                     | Divers         | 14           | 0,04         |             |             |  |
|                |                                   |                |              |              |             |             |  |
| Inscrits       | Inscrits                          | Inscrits       | 72 609       | 100,00       | 72 605      | 100,00      |  |
| Abstentions    | Abstentions                       | Abstentions    | 32 223       | 44,38        | 32 747      | 45,1        |  |
| Votants        | Votants                           | Votants        | 40 386       | 55,62        | 39 858      | 54,9        |  |
| Blancs et nuls | Blancs et nuls                    | Blancs et nuls | 437          | 1,08         | 944         | 2,37        |  |
| Exprimés       | Exprimés                          | Exprimés       | 39 949       | 98,92        | 38 914      | 97,63       |  |

#### Troisième circonscription (Épernay)
| Candidat       | Candidat                      | Parti                    | Premier tour | Premier tour | Second tour | Second tour |  |
| Candidat       | Candidat                      | Parti                    | Voix         | %            | Voix        | %           |  |
| -------------- | ----------------------------- | ------------------------ | ------------ | ------------ | ----------- | ----------- |  |
|                | Philippe Martin sortant réélu | UMP                      | 14 526       | 32,76        | 23 135      | 55,78       |  |
|                | Éric Loiselet                 | EÉLV (PS)                | 11 069       | 24,97        | 18 342      | 44,22       |  |
|                | David Mascré                  | RBM (FN)                 | 6 891        | 15,54        |             |             |  |
|                | Franck Leroy                  | Divers droite            | 4 779        | 10,78        |             |             |  |
|                | Jean-Paul Angers              | diss. PRG                | 2 336        | 5,27         |             |             |  |
|                | Jean-Pierre Langlet           | FG (Divers gauche) (PCF) | 2 184        | 4,93         |             |             |  |
|                | Michel Martin                 | NPA                      | 902          | 2,03         |             |             |  |
|                | Mélanie Moretti               | LT-LNÉ                   | 558          | 1,26         |             |             |  |
|                | Matthieu Ballu                | AÉI                      | 401          | 0,90         |             |             |  |
|                | Marie-Hélène Narozny          | DLR                      | 386          | 0,87         |             |             |  |
|                | Anne Halin                    | LO                       | 279          | 0,63         |             |             |  |
|                | Jérémie Thévenin              | MRC                      | 26           | 0,06         |             |             |  |
|                |                               |                          |              |              |             |             |  |
| Inscrits       | Inscrits                      | Inscrits                 | 81 314       | 100,00       | 81 307      | 100,00      |  |
| Abstentions    | Abstentions                   | Abstentions              | 36 368       | 44,73        | 38 328      | 47,14       |  |
| Votants        | Votants                       | Votants                  | 44 946       | 55,27        | 42 979      | 52,86       |  |
| Blancs et nuls | Blancs et nuls                | Blancs et nuls           | 609          | 1,35         | 1 502       | 3,49        |  |
| Exprimés       | Exprimés                      | Exprimés                 | 44 337       | 98,65        | 41 477      | 96,51       |  |

#### Quatrième circonscription (Châlons-en-Champagne)
| Candidat       | Candidat                     | Parti                 | Premier tour | Premier tour | Second tour | Second tour |  |
| Candidat       | Candidat                     | Parti                 | Voix         | %            | Voix        | %           |  |
| -------------- | ---------------------------- | --------------------- | ------------ | ------------ | ----------- | ----------- |  |
|                | Benoist Apparu sortant réélu | UMP                   | 16 580       | 37,30        | 22 382      | 52,49       |  |
|                | Rudy Namur                   | PS                    | 14 529       | 32,68        | 20 260      | 47,51       |  |
|                | Édith Erre                   | RBM (FN)              | 6 913        | 15,55        |             |             |  |
|                | Dominique Vatel              | FG (PCF)              | 2 109        | 4,74         |             |             |  |
|                | Bertrand Courot              | Divers droite (MoDem) | 1 956        | 4,40         |             |             |  |
|                | Dominique Determ             | EÉLV                  | 1 216        | 2,74         |             |             |  |
|                | Nathalie Bazylac             | LT-LNÉ                | 440          | 0,99         |             |             |  |
|                | Julien Dichant               | LO                    | 259          | 0,58         |             |             |  |
|                | Christophe Pinto             | NPA                   | 242          | 0,54         |             |             |  |
|                | Jean-Brice Demoulin          | RIC (AÉI)             | 211          | 0,47         |             |             |  |
|                |                              |                       |              |              |             |             |  |
| Inscrits       | Inscrits                     | Inscrits              | 80 952       | 100,00       | 80 933      | 100,00      |  |
| Abstentions    | Abstentions                  | Abstentions           | 35 923       | 44,38        | 36 966      | 45,67       |  |
| Votants        | Votants                      | Votants               | 45 029       | 55,62        | 43 967      | 54,33       |  |
| Blancs et nuls | Blancs et nuls               | Blancs et nuls        | 574          | 1,27         | 1 325       | 3,01        |  |
| Exprimés       | Exprimés                     | Exprimés              | 44 455       | 98,73        | 42 642      | 96,99       |  |

#### Cinquième circonscription (Vitry-le-François)
| Candidat       | Candidat                         | Parti                    | Premier tour | Premier tour | Second tour | Second tour |  |
| Candidat       | Candidat                         | Parti                    | Voix         | %            | Voix        | %           |  |
| -------------- | -------------------------------- | ------------------------ | ------------ | ------------ | ----------- | ----------- |  |
|                | Charles de Courson sortant réélu | NC (UMP)                 | 22 051       | 47,69        | 28 219      | 65,79       |  |
|                | Mariane Dorémus                  | PS                       | 11 677       | 25,25        | 14 673      | 34,21       |  |
|                | Pascal Erre                      | RBM (FN)                 | 8 389        | 18,14        |             |             |  |
|                | Nathalie Mayance                 | FG (Divers gauche) (PCF) | 1 387        | 3,00         |             |             |  |
|                | Yoann Dedion                     | Divers droite            | 678          | 1,47         |             |             |  |
|                | Jean Camonin                     | CNIP                     | 409          | 0,88         |             |             |  |
|                | Sylvie Bouche                    | LT-LNÉ                   | 391          | 0,85         |             |             |  |
|                | Louis Roma                       | DLR                      | 296          | 0,64         |             |             |  |
|                | Joëlle Bastien                   | LO                       | 272          | 0,59         |             |             |  |
|                | Régine Bourquel                  | AÉI                      | 184          | 0,40         |             |             |  |
|                | Catherine Bitterlin              | MÉI                      | 178          | 0,38         |             |             |  |
|                | Damien Mondot                    | NPA                      | 176          | 0,38         |             |             |  |
|                | Claude Melin                     | MPF                      | 154          | 0,33         |             |             |  |
|                |                                  |                          |              |              |             |             |  |
| Inscrits       | Inscrits                         | Inscrits                 | 78 229       | 100,00       | 78 225      | 100,00      |  |
| Abstentions    | Abstentions                      | Abstentions              | 31 342       | 40,06        | 34 103      | 43,6        |  |
| Votants        | Votants                          | Votants                  | 46 887       | 59,94        | 44 122      | 56,4        |  |
| Blancs et nuls | Blancs et nuls                   | Blancs et nuls           | 645          | 1,38         | 1 230       | 2,79        |  |
| Exprimés       | Exprimés                         | Exprimés                 | 46 242       | 98,62        | 42 892      | 97,21       |  |